# 东四南大街
39°55′08″N 116°24′41″E / 39.91875°N 116.41142°E
东四南大街是位于中国北京市东城区中部的一条大街。

## 简介
东四南大街北起东四北大街南端的东四，南到灯市口大街东口，与东单北大街北端连接。该街旧称“大市街”，南段又称“米市大街”。明朝永乐年间，在该街北端建有四座牌楼，称东四牌楼，其中南、北两座牌楼上书“大市街”，该街由此得名。大市街又称“东四牌楼大街”。民国三十六年（1947年），以其地处东四牌楼以南，改称“东四南大街”。文化大革命中，一度改称“瑞金路”。后复名“东四南大街”。
东四南大街是一条古老的大街，早在明朝、清朝时便已是商业及金融发达之处，设有米市、灯市、驴市等等，店铺非常多。其中一段因两侧多为米市而称“米市街”，又称“米市大街”，民国三十六年（1947年）成为东四南大街的南段。东四南大街东侧138号的商店门前有一只石雕的哮天犬，是此处原二郎庙的遗迹。